# Anders Bye
Anders Bye, född 7 januari 1933 i Øvre Eiker i Buskerud, död 22 juni 2009, var en norsk författare och dramatiker.
Bye romandebuterade 1958 med Vår unge glede. Han har även skrivit boksviten om Sara (1973—1979), och Mannen som ville bli menneske (1982) och Hyggepianisten (1985).
Han var från 1965 i några år gift med skådespelaren Birgitta Andersson  och fick med henne sonen Matti Bye. Senare var han sammanboende med Julie Ege. Den senare har i en memoarbok beskrivit deras turbulenta liv.